# Elos (Grecia)
Elos  este un oraș în Grecia în Prefectura Laconia.